# 2022년 크림 대교 폭발 사건
2022년 크림 대교 폭발 사건은 2022년 10월 8일 아침 6시 7분 (모스크바 시간) 러시아의 우크라이나 침공 중 크림 대교 도로 부분에서 폭발이 발생한 사건이다. 지나가던 철도 열차의 연료 차량 7대에도 불이 붙으면서 평행선 교량에 대규모 화재가 발생했고 도로 교량의 절반 부분 2개가 무너졌다.
러시아 국영 언론은 트럭이 폭발을 일으켰다고 보도했다. 러시아가 임명한 크림반도 지도자 블라디미르 콘스탄티노프는 우크라이나가 책임이 있다고 비난했다. 2022년 10월 8일 기준으로 우크라이나와 NATO 모두 이 사건에 대한 공식 성명을 발표하지 않았다. 우크라이나 고위 관리들은 이전에 이 다리가 미사일 공격의 적법한 목표가 될 것이라고 말했다.

## 반응
우크라이나 정부 공식 트위터 계정은 트윗에 "sick burn"이라는 트윗을 올렸고, 우크라이나 대통령 보좌관인 미하일로 포돌랴크는 "beginning"이라고 하였다.

## 같이 보기
- 2018년 케르치 해협 사건
- 카호우카 댐 파괴